# Brink 30 (Assen)
Het woonhuis aan de Brink 30, ook wel de herberg van Tabingh, in de Nederlandse stad Assen is een rijksmonument.

## Beknopte geschiedenis
Na de dorpsbrand in 1676 vraagt en krijgt Egbert Tabingh toestemming van het Landschapsbestuur om op deze plaats een herberg te bouwen. Gedurende de hele 18e eeuw was de herberg in handen van de familie Tabingh.
Vanaf ca. 1760 werd het Asserbos herbebost, en de initiatiefnemer, Wolter Hendrik Hofstede, had het plan om de Hoofdlaan door het bos helemaal door te trekken tot aan de Brink. Maar om dit te kunnen realiseren, zou een deel van de herberg van Tabingh afgebroken moeten worden. De toenmalige bezitter, Jan Wijnties Tabingh, wilde echter niet meewerken, maar omdat Tabingh toen al op leeftijd was, besloot men de zaak maar te laten rusten en te wachten tot hij zou overlijden. Maar Tabingh bereikte uiteindelijk de hoge leeftijd van 95 jaar en overleed pas in 1808, meer dan tien jaar na Hofstede. Toen pas kon het laatste stuk, de huidige Torenlaan, aangelegd worden.
In 1812 kreeg de uit Bunde afkomstige koopman Eerke Alberts Smidt het (resterende) pand in handen, en hij vestigde er een wijnhandel in. De familie Smidt heeft er gedurende de hele 19e eeuw gewoond. Op het einde van deze eeuw werd ook de zuidzijde van het resterende pand nog eens verbouwd en kreeg het haar huidige uiterlijk.

## Beschrijving
Het pand werd rond 1676 aan de Brink gebouwd. Het huis is van het Asser type, een benaming die in de stad wordt gegeven aan verdiepingsloze woonhuizen met een verhoogde middenpartij. In andere regio's wordt dit type ook wel middenganghuis genoemd.
Het pand is opgetrokken in baksteen vanuit een rechthoekig plattegrond. Het heeft een met pannen gedekt schilddak met attiek. De voorgevel is vijf traveeën breed, met een entree in het midden. De kleine dakkapel aan de voorzijde wordt bekroond door een fronton. Aan weerszijden zijn later nieuwe dakkapellen geplaatst.

## Waardering
Het pand werd in 1965 in het monumentenregister opgenomen als rijksmonument.

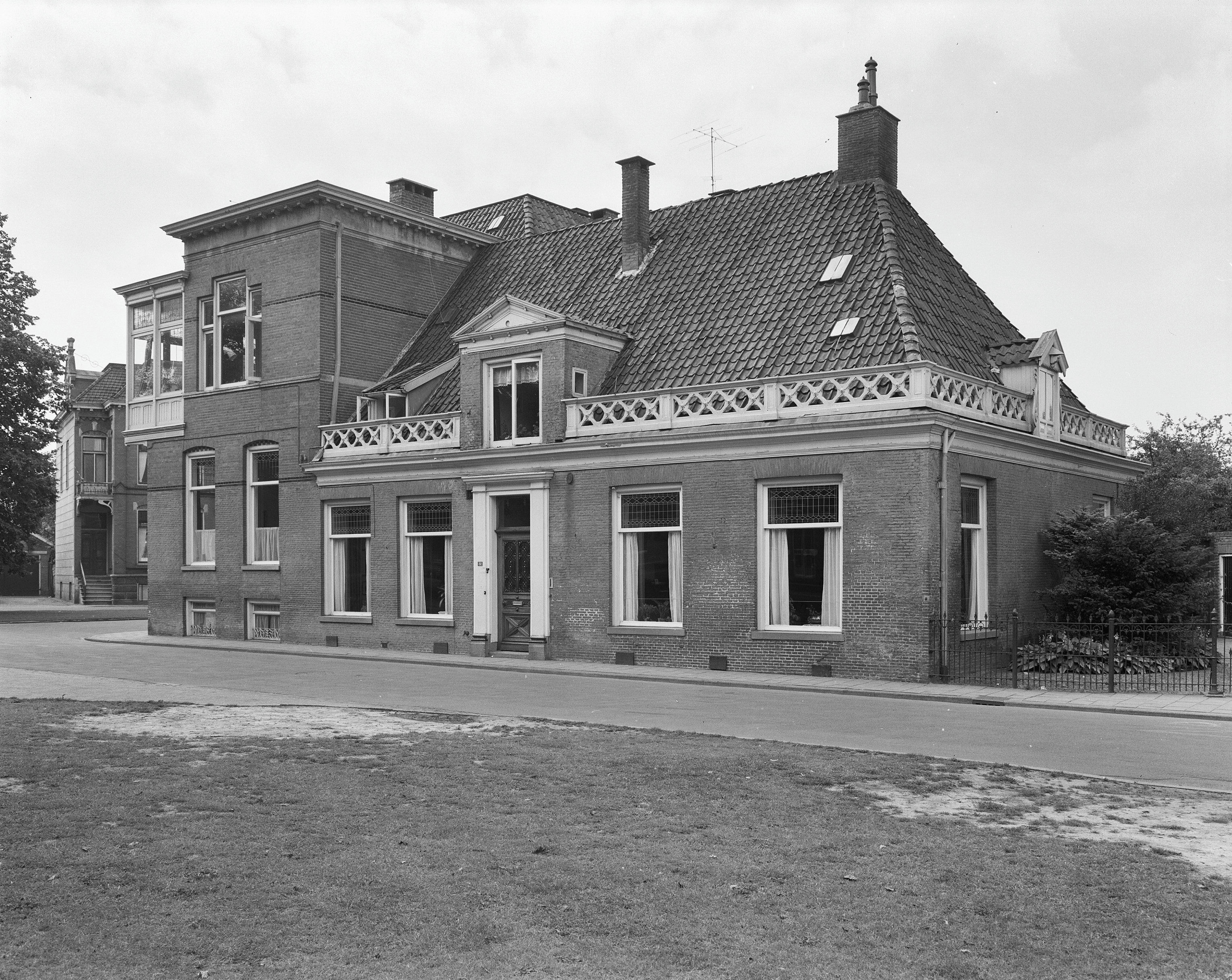
Het pand in 1962
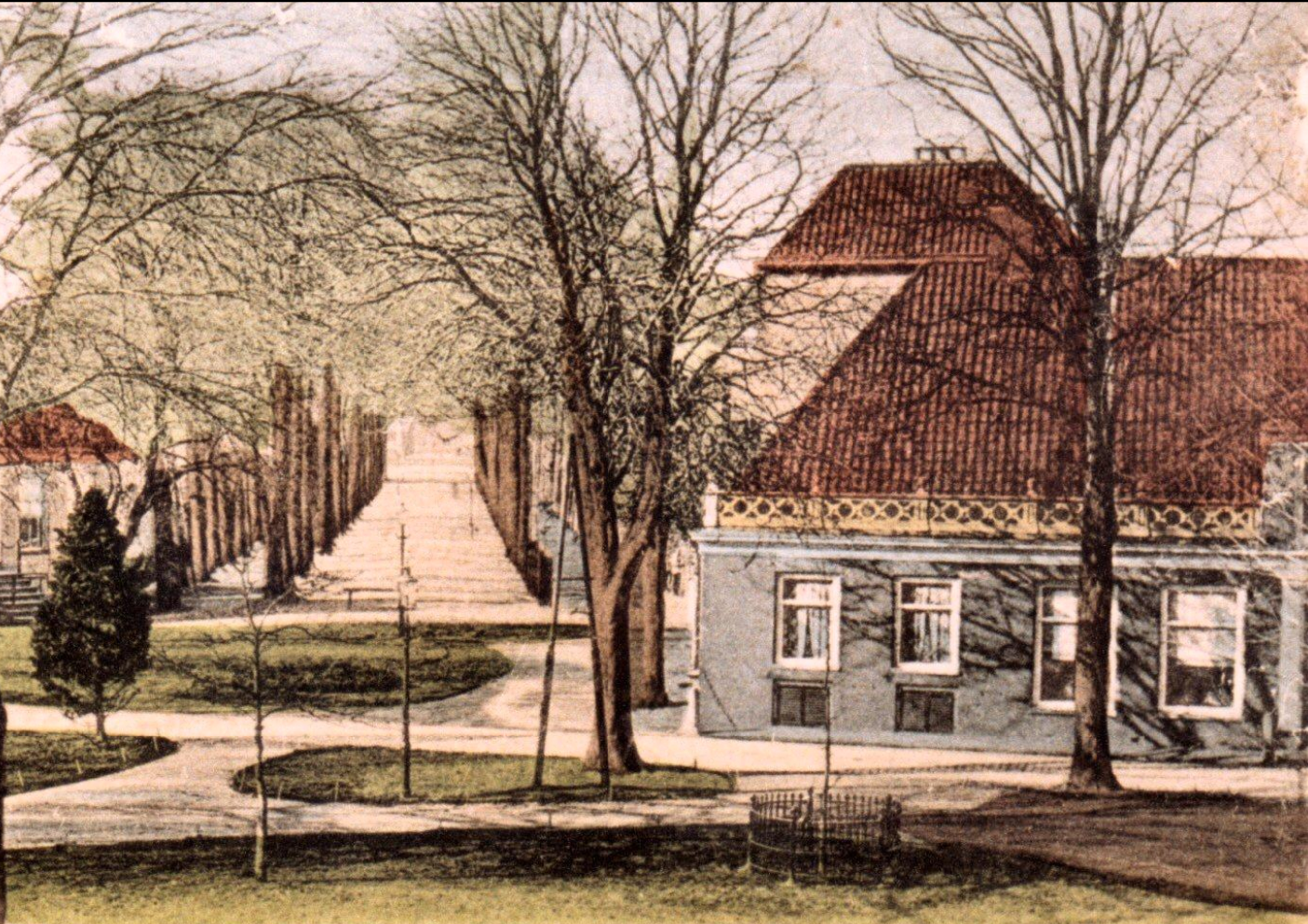
Fragment van een ingekleurde ansicht, eind 19e eeuw
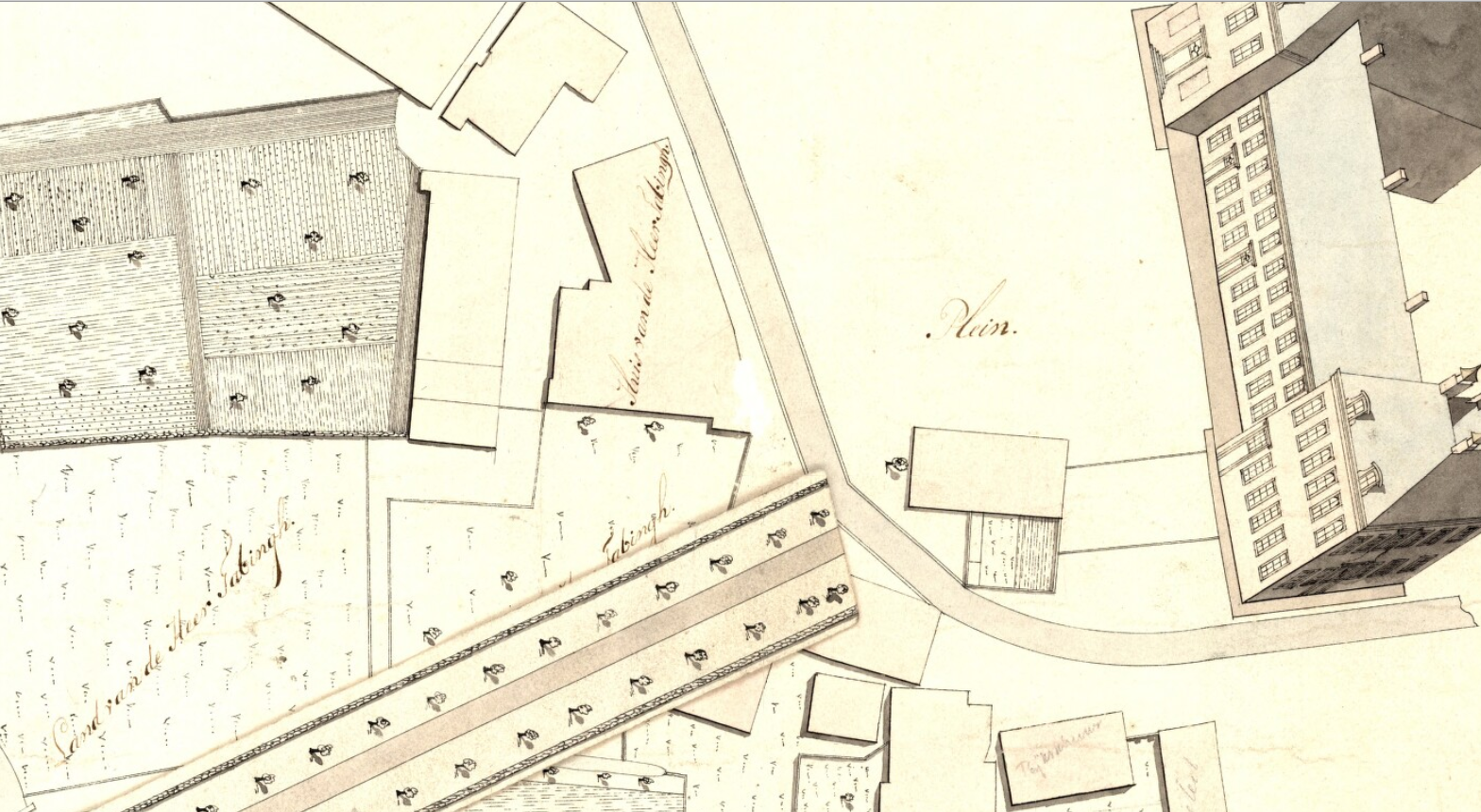
Fragment van een kaart uit 1808, met daarop de geprojecteerde Torenlaan